# Lincoln (Massachusetts)
Lincoln é uma vila localizada no condado de Middlesex no estado estadounidense de Massachusetts. No Censo de 2010 tinha uma população de 6.362 habitantes e uma densidade populacional de 163,98 pessoas por km².

## História
Lincoln foi fundado em 1650, como parte de Concord. Em 1754, foi incorporado como localidade separada. Os habitantes locais pediram à Corte Geral separar-se de Concord e formar um povo independente, devido às dificuldades e inconveniências pela distância dos lugares de culto público nas suas aldeias respectivas. Chambers Russell, o cidadão mais distinto da comunidade e representante na corte de Boston, influienciou muito para a criação do lugar. Em agradecimento, pediu-se-lhe a Russell que lhe desse nome ao novo assentamento. O escolheu o nome de Lincoln, em honra de sua casa familiar em Lincolnshire, Inglaterra.
A noite de 18 de abril de 1775, Paul Revere foi capturado por soldados ingleses, antes de que chegasse a Concord.

## Geografia
Lincoln encontra-se localizado nas coordenadas 42° 25′ 32″ N, 71° 18′ 39″ O. Segundo o Departamento do Censo dos Estados Unidos, Lincoln tem uma superfície total de 38.8 km², da qual 36.84 km² correspondem a terra firme e (5.03%) 1.95 km² é água.

## Demografia
Segundo o censo de 2010, tinha 6.362 pessoas residindo em Lincoln. A densidade populacional era de 163,98 hab./km². Dos 6.362 habitantes, Lincoln estava composto pelo 86.07% brancos, o 3.98% eram afroamericanos, o 0.2% eram amerindios, o 5.52% eram asiáticos, o 0.09% eram insulares do Pacífico, o 1.05% eram de outras raças e o 3.08% pertenciam a duas ou mais raças. Do total da população o 4.97% eram hispanos ou latinos de qualquer raça.